# Afrikai kabasólyom
Az afrikai kabasólyom (Falco cuvierii) a madarak osztályának sólyomalakúak (Falconiformes) rendjéhez, azon belül  a sólyomfélék (Falconidae) családjához tartozó faj.

## Rendszerezése
A fajt Andrew Smith skót ornitológus írta le 1830-ban.

## Előfordulása
Afrikában Angola, Benin, Botswana, Burkina Faso, Burundi, a Dél-afrikai Köztársaság, Dél-Szudán,  Csád, Kamerun, a Kongói Demokratikus Köztársaság, a Kongói Köztársaság, a Közép-afrikai Köztársaság, Egyenlítői-Guinea, Etiópia, Gabon, Gambia, Ghána, Guinea, Bissau-Guinea, Kenya, Libéria, Malawi, Mali, Mozambik, Namíbia, Niger, Nigéria, Ruanda, Szenegál, Sierra Leone, Szomália, Szudán, Szváziföld, Tanzánia, Togo, Uganda, Zambia és Zimbabwe területén honos.
Természetes élőhelyei a szubtrópusi vagy trópusi száraz erdők és szavannák. Állandó, nem vonuló faj.

## Megjelenése
Testhossza 31 centiméter, szárnyfesztávolsága 60–73 centiméter, testtömege 125–224 gramm.

## Életmódja
Főleg rovarokkal táplálkozik.

## Természetvédelmi helyzete
Az elterjedési területe rendkívül nagy, egyedszáma ugyan csökken, de még nem éri el a kritikus szintet. A Természetvédelmi Világszövetség Vörös listáján nem fenyegetett fajként szerepel.